# Republiek Gersau
Gersau was een republiek in het huidige Zwitserland, die bestond van 1433 tot 1818, met een korte onderbreking van 1798 tot 1814 toen het deel uitmaakte van de Helvetische Republiek. Het gebied kwam overeen met de tegenwoordige gemeente Gersau.
In de late middeleeuwen was het gebied rond Gersau bezit van de Habsburgers. Onder de hertogen Albert de Wijze en Otto de Vrolijke gingen de rechten in 1333 over op Luzern. In 1359 zocht Gersau toenadering tot het Zwitserse Eedgenootschap voor bescherming en militaire steun. Op 9 juli 1386 vochten de inwoners van Gersau voor het eerst mee met de Zwitsers in de Slag bij Sempach, waarbij het Eedgenootschap een verpletterende overwinning behaalde op de Habsburgers en hertog Leopold III van Oostenrijk sneuvelde.
In 1390 kocht Gersau zijn vrijheid van de Habsburgers voor 690 pond. Deze vrijheid werd in 1433 in Bazel door keizer Sigismund bevestigd. Daarmee werd het een rijksvrije republiek, met een oppervlakte van 24 km².
Tijdens de Franse Revolutie verloor de republiek haar zelfstandigheid en werd zij geannexeerd door de Helvetische Republiek en bij het kanton Waldstätten gevoegd. Na de Mediationsakte van 1803 werd Gersau een district van het kanton Schwyz, waarna het met Zwitserse toestemming weer onafhankelijk werd.
In 1817 besloot de Tagsatzung op basis van het Congres van Wenen en artikel 1 van het Zwitserse Bundesvertrag dat Gersau bij het kanton Schwyz gevoegd zou worden. Dit gebeurde het jaar erop en na bijna 400 jaar verloor de republiek, tegen haar wil, de zelfstandigheid.
Wel komen traditioneel de mannelijke dorpsoudsten nog wekelijks bijeen.